# Guido Milán
Guido Milán (Haedo, 3 luglio 1987) è un ex calciatore argentino, di ruolo difensore.

## Carriera
Inizia la carriera nella terza serie argentina con il Dep. Español, quindi gioca due stagioni consecutive in seconda serie con Gimnasia (J) e Atlanta.
Nel 2011 si trasferisce alla squadra francese del Metz, con cui vive la doppia promozione dalla terza serie alla Ligue 1.

## Palmarès

### Club

#### Competizioni nazionali
- Campionato francese di seconda divisione: 1

Metz: 2013-2014